# Kino

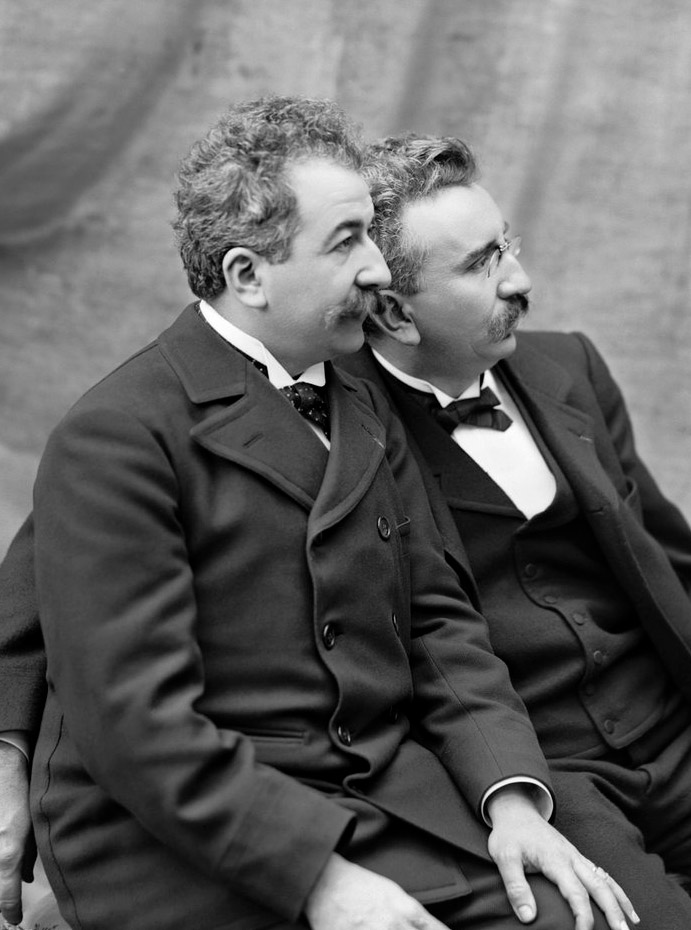
Bracia Lumière

Kino (z gr. kinēma „ruch”) – określenie obiektu widowiskowego przeznaczonego do projekcji filmów na dużym ekranie (dawniej kinoteatru), samego przemysłu filmowego (kinematografii) lub sztuki filmowej.

## Historia kina

### Początki kina

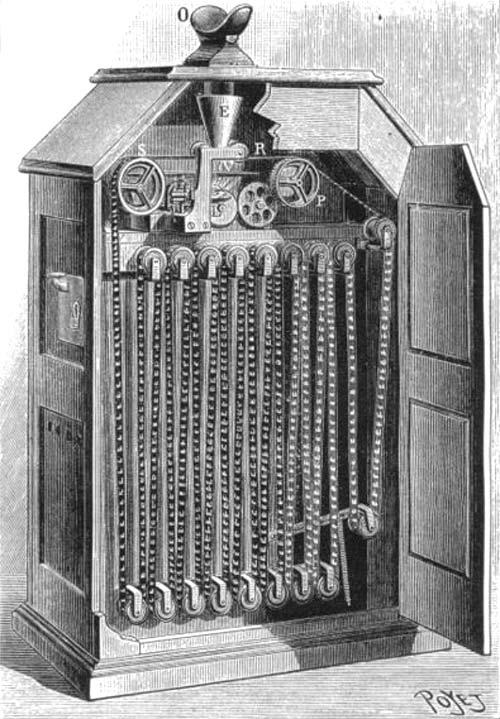
Pierwszy kinetoskop Edisona – film był oglądany przez wizjer przez jednego widza

Najwcześniejsze urządzenia będące przodkami kinematograficznych to camera obscura i laterna magica (latarnia czarnoksięska). Ta ostatnia jest prapradziadkiem projektorów do slajdów. Istniały też różnego rodzaju aparaty optyczne do pokazywania ruchomych obrazków – stroboskop, zoetrop, praksinoskop, fenakistiskop.
Pierwsze, prymitywne filmy powstały orientacyjnie w latach 1887 i 1888, a ich autorem był francuski wynalazca Louis Le Prince, twórca pierwszej kamery filmowej, który już w 1886 roku złożył w USA podanie o patent. Prince jest często pomijany ze względu na nagłe zniknięcie w niejasnych okolicznościach, co uniemożliwiło mu wypromowanie swojego wynalazku na szerszą skalę. Z tego powodu tytuł pioniera kinematografii często przypisuje się innym wynalazcom, jak chociażby Thomasowi Alva Edisonowi, który skonstruował swój pierwszy aparat do utrwalania scen ruchomych (tak zwany kinetoskop) w 1892 roku. Jeszcze wcześniej w 1886 roku działający prototyp takiego aparatu skonstruował Niemiec Ottomar Anschütz. W 1891 roku szybkowizjer Anschütza został zaprezentowany przez Stanisława Jurkowskiego publiczności w Warszawie (w specjalnie przystosowanym lokalu na rogu ul. Nowy Świat i Al. Jerozolimskich).

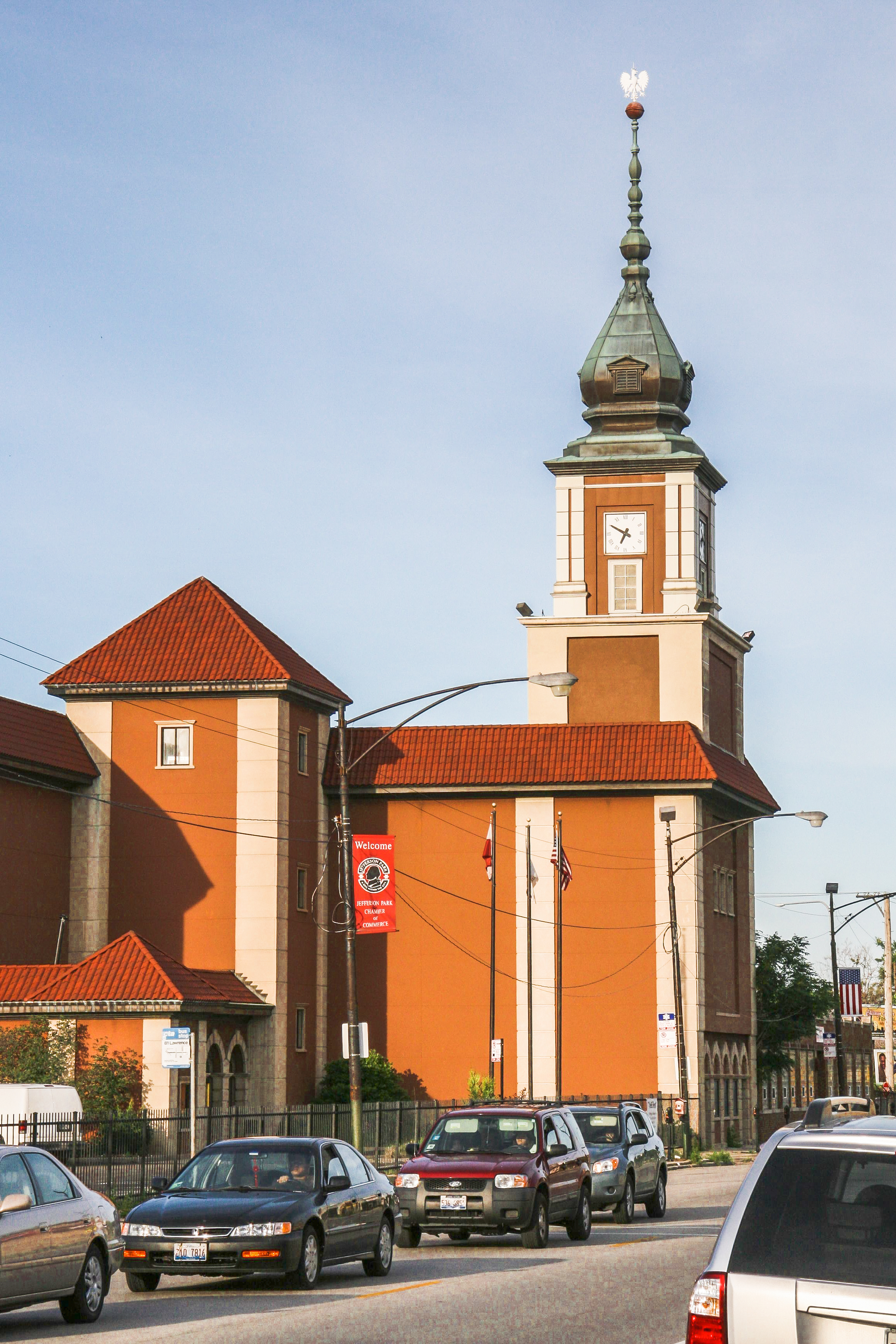
Zabytkowy Gateway Theatre w Chicago jest dzisiaj siedzibą Fundacji Kopernikowskiej w dzielnicy Jefferson Park (wieżę wzorowano na Zamku Królewskim w Warszawie)

Podobne urządzenie (kinematograf – patent z 13 lutego 1895) skonstruowali bracia Auguste i Louis Lumière. Upowszechniło się ono na początku XX wieku, ściągając na projekcje objazdowe i szybko powstających kinoteatrów wielkie rzesze sympatyków nowej, X muzy. Pierwsza publiczna projekcja wykonanego kinematografem filmu odbyła się 28 grudnia 1895 roku w paryskim salon indien du Grand Café, gdy wyświetlono dwuminutowy obraz Wyjście robotników z fabryki, a później m.in.: Śniadanie, Polewacz polany i Wjazd pociągu na stację w La Ciotat. Data ta oficjalnie uznawana jest za moment narodzin kina.

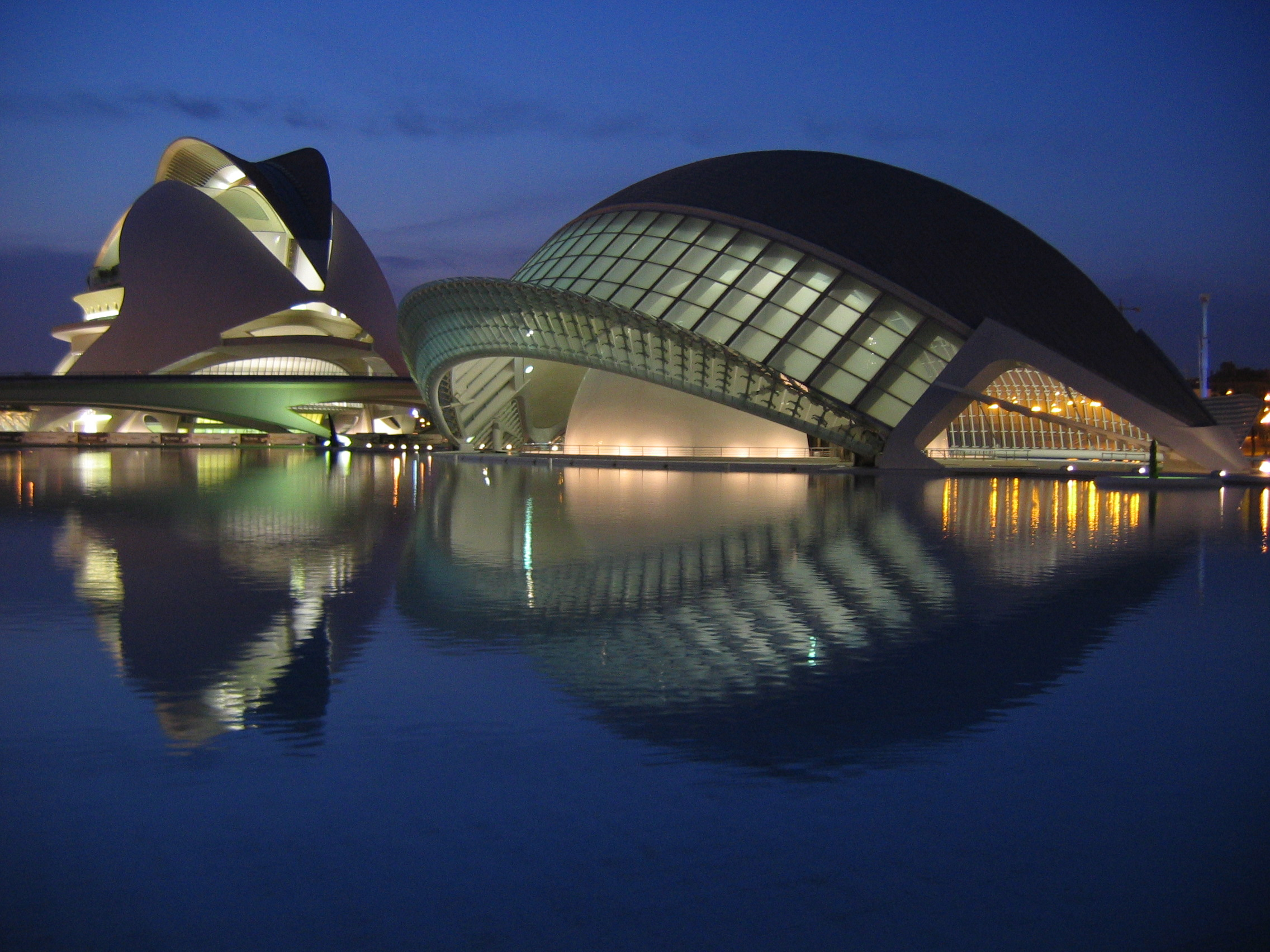
Miasto Nauki z budynkiem kina 3D w Walencji

Pomimo że pierwszy był Edison, to jednak lepiej opracowany wynalazek braci Lumière szybko znalazł wielu zwolenników. Początkowo rejestrowano wydarzenia dokumentalne (Wjazd pociągu na stację w Ciotat, Karmienie dziecka – braci Lumière). I chociaż za pierwszy, inscenizowany film fabularny uznaje się Polanego ogrodnika z roku 1895, to dopiero na początku XX wieku zaczęto tworzyć filmy opowiadające jakieś historie, nie zaś tylko odtwarzające realne wydarzenia. Pionierem takich filmów był Georges Méliès, autor Podróży na księżyc z 1902 roku. Méliès wykorzystał po raz pierwszy triki i efekty specjalne.
Lata przed I wojną światową to okres supremacji kina francuskiego. Kinoteatry zatrudniają wieloosobowe orkiestry, K. Pathe zakłada towarzystwo, które nie sprzedaje filmów, ale je wypożycza. W 1910 roku wyświetlony zostaje we Francji jeden z pierwszych „nowoczesnych” filmów, w którym grają aktorzy Komedii Francuskiej. Jest to początek końca anonimowości wykonawców i reżyserów.

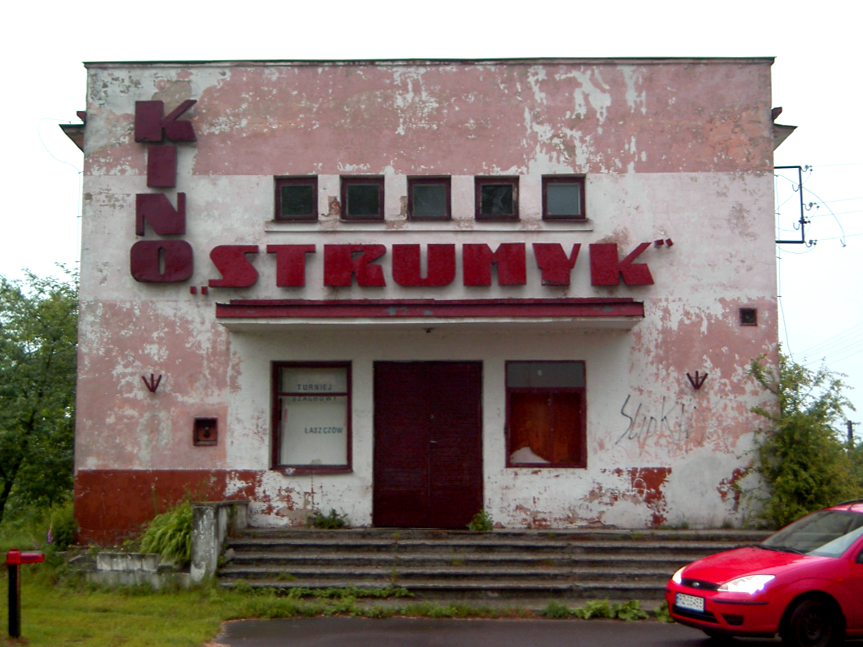
Dawne kino w Łaszczowie

Wśród pionierów kina nie brakuje Polaków. Pierwszymi polskimi realizatorami filmowymi na przełomie XIX i XX wieku byli: Kazimierz Prószyński – konstruktor i wynalazca pleografu – kamery i projektora nowocześniejszego niż kinematograf, filmujący krótkie scenki rodzajowe z życia codziennego Warszawy (Ślizgawka w Łazienkach) oraz Bolesław Matuszewski, który realizował krótkie filmy dokumentalne (m.in. z wizyty cesarza Wilhelma II w Peterhofie w 1897), jako operator firmy Lumiere. W 1910 r. w Kownie Władysław Starewicz zrealizował pierwszy na świecie film lalkowy z animacją poklatkową (Piękna Lukanida – premiera w Moskwie w 1912 r.). Do 1910 roku istniały już tysiące sal kinowych w Ameryce i Europie, a w 1912 roku nakręcono pierwsze filmy pełnometrażowe.

### Udźwiękowienie kina
W 1922 roku opatentowano metodę zapisu dźwięku (udźwiękowienia) na taśmie filmowej, co wpłynęło na szybki rozwój sztuki kinematograficznej pod względem technicznym, jak i artystycznym. Pierwszy fabularny film dźwiękowy – Don Juan (1926) – zawierał zsynchronizowaną ścieżkę muzyczną, podczas gdy w Śpiewaku jazzbandu (1927) pojawiły się już zsynchronizowane z obrazem dialogi oraz ludzki śpiew.

## Rodzaje kin jako obiektów
- Multipleksy – obiekty liczące od 14 do 20 sal kinowych, charakteryzujące się sporą wielkością ekranów, dużą liczbą foteli dla widzów oraz specyficznym modelem obsługi klientów[7]. Ich repertuar jest zdominowany przez blockbustery, niekiedy także filmy 3D (wyświetlane np. w sieci IMAX)[8].
- Kina studyjne – mniejsze powierzchniowo aniżeli multipleksy, cechują się ambitniejszym repertuarem, a także organizacją dyskusyjnych klubów filmowych[9].

## Krytyka

### Kino według Waltera Benjamina
Walter Benjamin był jednym z członków szkoły frankfurckiej, podzielającym teorie Theodora Adorno o pesymizmie myśli. Jedna z myśli Benjamina odnosi się do kina. Uważał on, że kino jako technika pozbawione jest osobliwości autentycznego dzieła sztuki. Uznawał także, że kino niszczy wszelkie związki ze wspólnotową tradycją, na rzecz wpisywania się w szeroką, niezróżnicowaną masę odbiorców. Wskazywał zainteresowanie publicznością, jednak dystansował się od form banalnych: „masy szukają rozrywki, lecz sztuka wymaga skupienia”.